# Gare de Javel

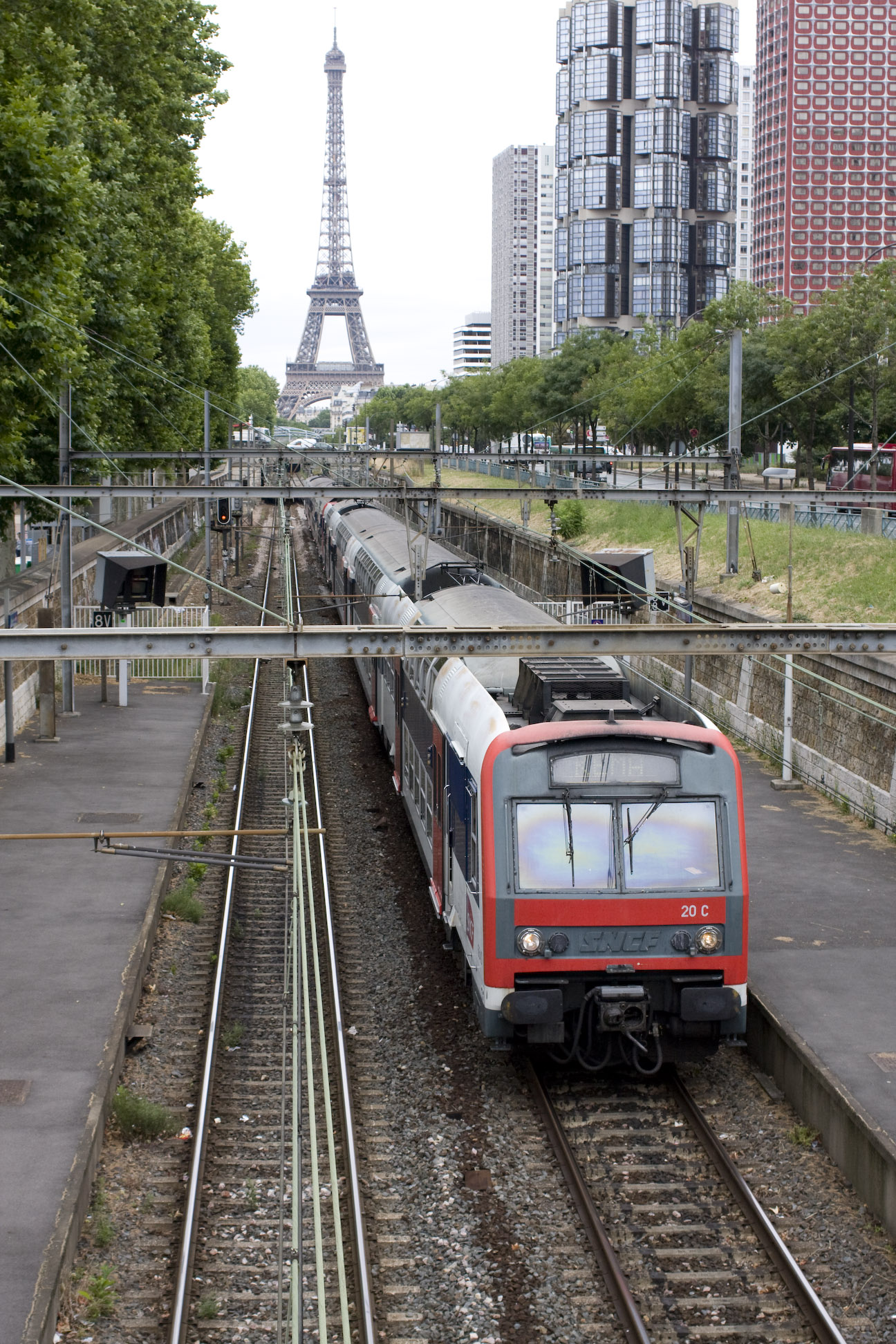
RER vonat érkezik az állomásra, a háttérben az Eiffel-torony

Gare de Javel vasútállomás és RER állomás Franciaországban, Párizsban.

## Vasútvonalak
Az állomást az alábbi vasútvonalak érintik:
- Invalides-Versailles-Rive-Gauche-vasútvonal

## Kapcsolódó állomások
A vasútállomáshoz az alábbi állomások vannak a legközelebb:
- Gare du Pont du Garigliano (Gare de Saint-Quentin-en-Yvelines - Montigny-le-Bretonneux, Gare de Versailles-Château-Rive-Gauche, RER C)
- Gare du Champ de Mars - Tour Eiffel (Gare de Saint-Martin-d'Étampes, Gare de Dourdan - La Forêt, Gare de Massy - Palaiseau, RER C)

## Nevezetességek a közelben
- Szabadság-szobor
- Eiffel-torony

## Lásd még
- Franciaország vasútállomásainak listája
- A RER állomásainak listája